# إليوت أندرسون
إليوت أندرسون ( مواليد 6 نوفمبر 2002) هو لاعب كرة قدم يلعب في نادي نيوكاسل يونايتد.

## روابط خارجية
- الملف الشخصي الإسكتلندي